# ميكايلا كوكس
ميكايلا كوكس (بالإنجليزية: Micaela Cocks) مواليد 2 مايو 1986 في نيوزيلندا، هي لاعبة كرة سلة نيوزلندية. بدأت مسيرتها الاحترافية في سنة 2005. وتحمل الرقم 32. مثلت منتخب بلادها. شاركت في دورة الألعاب الأولمبية الصيفية سنة 2008. حققت المركز الثاني في دورة ألعاب الكومنولث 2006.

## الميداليات
| الميدالية | المسابقة                             |
| --------- | ------------------------------------ |
| فضية      | دورة ألعاب الكومنولث 2006            |
| فضية      | بطولة أمم أوقيانوسيا لكرة السلة 2013 |

## روابط خارجية
- ميكايلا كوكس على موقع الاتحاد الدولي لكرة السلة (الإنجليزية)
- ميكايلا كوكس على موقع كرة السلة الأوروبية.كوم (الإنجليزية)
- ميكايلا كوكس على موقع كلية كرة السلة في سبورتس رفرنس.كوم (الإنجليزية)
- ميكايلا كوكس على موقع بروبوليرز (الإنجليزية)
- ميكايلا كوكس على موقع سبورتس رفرنس (الإنجليزية)
- ميكايلا كوكس على موقع أوليمبيديا (الإنجليزية)
- ميكايلا كوكس على موقع اللجنة الأولمبية النيوزيلندية (الإنجليزية)
- ميكايلا كوكس على موقع اتحاد ألعاب الكومنولث (مؤرشف) (الإنجليزية)
- ميكايلا كوكس على موقع دورة ألعاب الكومنولث 2006 (مؤرشف) (الإنجليزية)